# 茹拉门图
茹拉门图是巴西米纳斯吉拉斯州的一个市镇。总面积432.009平方公里，总人口3960人，人口密度9.2人/平方公里。